# بلفونت (کنتاکی)
بلفونت (به انگلیسی: Bellefonte) شهری در ایالت کنتاکی کشور ایالات متحده آمریکا است که جمعیت آن در سرشماری سال ۲۰۱۰ میلادی، ۸۸۸ نفر بوده‌است.